# 大通 (新潟市)
大通（おおどおり）は、新潟県新潟市南区の町字。現行行政地名は大通一丁目及び大通二丁目。住居表示実施済み区域。郵便番号は950-1201。

## 概要
1984年（昭和59年） から現在までの町名。もとは下塩俵と鷲ノ木新田の各一部。

### 隣接する町字
北から東回り順に、以下の町字と隣接する。
- 鷲ノ木新田
- 下塩俵

※中ノ口川を挟んで西区大野町と隣接。

## 歴史
- 1984年（昭和59年） : 鷲ノ木新田から分立。
- 2005年（平成17年）3月21日 : 合併により新潟市の大字となる。
- 2007年（平成19年）4月1日 : 新潟市の政令指定都市移行により、南区の大字となる。

## 世帯数と人口
2018年（平成30年）1月31日現在の世帯数と人口は以下の通りである。
| 丁目       | 世帯数  | 人口  |
| ---------- | ------- | ----- |
| 大通一丁目 | 170世帯 | 420人 |
| 大通二丁目 | 136世帯 | 338人 |
| 計         | 306世帯 | 758人 |

## 小・中学校の学区
市立小・中学校に通う場合、学区は以下の通りとなる。
| 丁目       | 番地 | 小学校             | 中学校               |
| ---------- | ---- | ------------------ | -------------------- |
| 大通一丁目 | 全域 | 新潟市立大通小学校 | 新潟市立白根北中学校 |
| 大通二丁目 | 全域 | 新潟市立大通小学校 | 新潟市立白根北中学校 |

## 交通

### 道路
- 国道8号